# Rosendrömmen

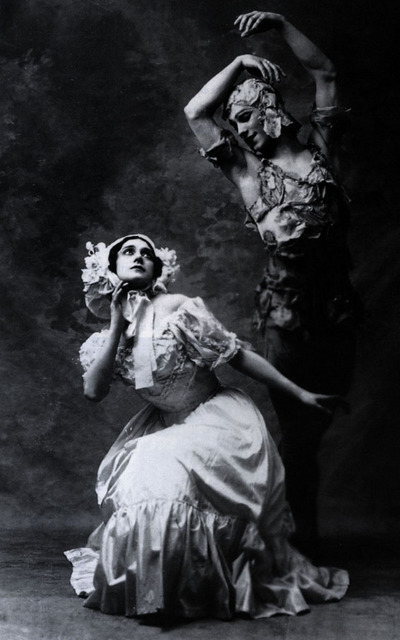
Tamara Karsavina och Wacław Niżyński i Rosendrömmen (1911).

Rosendrömmen (franska: Le spectre de la rose) är en balett baserad på en dikt av Théophile Gautier, med koreografi av Michel Fokine och musik av Carl Maria von Weber, förutom stycket Aufforderung zum Tanz som komponerades av Hector Berlioz.

## Historia
Baletten uppfördes första gången av Sergej Djagilevs Ballets Russes i Monte Carlo den 19 april 1911 med Tamara Karsavina i rollen som den unga kvinnan och Wacław Niżyński i rollen som Rosens ande. Den hade då repeterats i Sankt Petersburg. Léon Bakst stod för scenografi och kostymer.  
I Sverige uruppfördes baletten på Stockholmsoperan den 10 januari 1914, med dekor av Thorolf Jansson, och den gavs även på Blancheteatern 1958.

## Handling
Baletten, som utspelar sig på 1830-talet, handlar om en ung kvinna, som somnar hemkommen efter sin första bal. Hon andas in doften av den ros, som varit fästad på hennes klänning under balen. Rosens ande tar då gestalt, lyfter upp flickan ur stolen och dansar med henne. Han försvinner senare ut genom det öppna fönstret. Flickan vaknar och finner den fallna rosen på golvet.